# Tirana
Tirana (en albanés, Tiranë) es la capital y mayor ciudad de Albania. Está ubicada en el centro occidental del país rodeado de colinas con la montaña Dajti en el este y un valle ligero que se abre en el noroeste con vistas al mar Adriático en la distancia. Es el centro de la actividad cultural, económica y gubernamental de Albania. Con una población aproximada de 800 000 habitantes, es una de las ciudades más grandes de la península balcánica.
Tirana es una ciudad con una rica historia que data del Paleolítico tiempo atrás desde los 10 000 a los 30 000 años a la actualidad. El asentamiento más antiguo situado en la zona de la ciudad es la Cueva de Pellumbas, en el pueblo actual de Pellumbas. Uno de los monumentos antiguos, el Mosaico de Tirana se cree que ha sido parte de una antigua casa romana del siglo III. Más tarde, en los siglos V y VI, una basílica paleocristiana fue construida alrededor de este sitio. Tirana fue fundada como ciudad en 1614 por Sulejman Pasha, aunque la zona ha sido continuamente habitada desde la antigüedad. Fue una ciudad de poca importancia hasta principios del siglo XX, cuando, tras la declaración de Independencia de Albania en 1912, el Congreso de Lushnjë proclamó a Tirana como la capital del nuevo Estado independiente.
Tirana es considerada el centro económico y cultural de Albania, debido a su importante ubicación e importancia en las finanzas, el comercio, los medios, el entretenimiento, las artes, el comercio internacional, la educación, el servicio, la investigación y la atención sanitaria. Todas las empresas, medios e instituciones científicas más grandes del país tienen su sede en la ciudad. Es la sede del poder del Gobierno de Albania, las residencias para el trabajo del presidente y el primer ministro de Albania.

## Historia

### De la antigüedad a 2013
El área ocupada actualmente por la ciudad de Tirana ha estado poblado desde el Neolítico. Se han encontrado algunas herramientas fechadas hace 30.000 o 10 000 años en una cantera cerca del monte Dajt, así como en una cueva en el Pellumba. Se puede decir que el distrito de Tirana es una de las primeras regiones habitadas de Albania. Varias ruinas descubiertas en fortalezas, iglesias, aldeas y durante construcciones en el área urbana y alrededor de Tirana muestran evidencias de una continua actividad a lo largo de las diferentes fases del desarrollo humano.
El descubrimiento más antiguo del área de Tirana es un mosaico y otros restos de edificios de la antigüedad tardía encontrados en Kroi i Shengjinit (fuente de Shengjin), cerca de un templo medieval. Un castillo, posiblemente llamado Tirkan, fue construido por el emperador bizantino Justiniano I en el año 520 y restaurado por Ahmed Pasha Toptani en el siglo XVIII. El área no tuvo especial relevancia en Iliria ni en la antigüedad clásica. Hubo asentamientos medievales en el área, en Preza, Ndroq, Lalmi y el castillo de Petrela o Petrelë. En 1418, Marin Barleti, un sacerdote católico albanés y erudito, el primero en escribir una historia de Albania, se refiere en un documento veneciano a “Plenum Tyrenae,” una pequeña aldea. Hay también referencias a “Tirana e Madhe” y a “Tirana e Vogël” (Tirana Mayor y Menor).

### Ocupación Otomana
Los expedientes de los primeros catastros bajo el Imperio otomano muestran que en 1431-1432 Tirana contaba con 60 áreas habitadas, con casi 1000 casas y 7300 habitantes. Un siglo y medio después, el catastro de 1583 registra que Tirana tenía 110 áreas habitadas, con 2900 casas y 20 000 habitantes. 

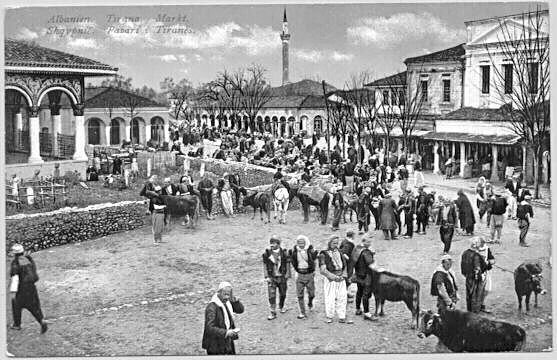
Bazar de Tirana en una postal de 1902.

Süleiman Pasha Mulleti (o "Sulejman Pasha Bargjini"), un gobernante local, fundó la ciudad otomana en 1614 con una mezquita, un centro comercial y un baño turco. La ciudad se situaba en un cruce de rutas de caravanas y creció rápidamente en importancia hasta comienzos del siglo XIX. Durante este período empezó a construirse la mezquita del centro de Tirana, la mezquita de Et'hem Bey, diseñada por Molla Bey de Petrela. Empleó a los mejores artesanos del país y fue terminada en 1821 por el hijo de Molla, que era también sobrino-nieto de Sulejman Pasha. En 1800 los primeros nuevos colonos que se establecieron en la ciudad, se llamaron a sí mismos "ortodoksit". Eran Valacos (Vlachs) de las aldeas de Korçë y Pogradec, que se establecieron en los alrededores del actual Lago Artificial de Tirana. Después empezaron a ser conocidos como "llacifac" y fueron los primeros cristianos que llegaron a la ciudad tras su fundación. En 1807 Tirana se convirtió en la capital de una Subprefectura del recién creado Vilayato de Shkodër y Sanjak de Durrës. Desde 1816 Tirana languideció bajo el control de la familia Toptani de Kruja. El mandato de Esat Toptani fue tan negativo para la ciudad que apenas si hubo desarrollo industrial hasta el siglo XX. Empezó a enseñarse la lengua albanesa en las escuelas de Tirana en 1889. En 1908 se fundó el club patriótico "Bashkimi" y el 26 de noviembre de 1912 se izó la bandera nacional con el acuerdo de Ismail Qemali. Durante las guerras de los Balcanes (1912-1913), la ciudad fue ocupada temporalmente por las fuerzas serbias, y en 1914-15 tomó parte en la sublevación de las aldeas dirigida por Haxhi Qamili.

### Monarquía y Segunda Guerra Mundial
El centro de Tirana fue proyectado por los arquitectos italianos Florestano de Fausto y Armando Brasini. El palacio real (Palacio de las Brigadas) y los edificios del Ayuntamiento de Tirana, el ministerio del gobierno y el Banco Nacional son obras suyas. El bulevar Dëshmoret e Kombit (Mártires nacionales) fue construido en 1930 con el nombre de “Bulevar Zogu I.” En el período comunista, la parte de la plaza de Skanderbeg hasta la estación de tren se llamó bulevar de Stalin. Tirana fue ocupada por las fuerzas fascistas. En 1941 Enver Hoxha junto a otros comunistas albaneses fundó el Partido Comunista de Albania. La ciudad se convirtió en el centro de los comunistas albaneses que movilizaron a la gente de Tirana en la resistencia albanesa en la Segunda Guerra Mundial, contra los fascistas italianos primero y los nazis alemanes después, al mismo tiempo que extendían su propaganda. La ciudad fue liberada después de duros combates entre los comunistas y la gente de Tirana contra las fuerzas alemanas el 17 de noviembre de 1944. Los nazis se retiraron y los comunistas alcanzaron el poder.

### Período comunista
Tras la llegada al poder de los comunistas la ciudad experimentó un período de significativo desarrollo en muchos aspectos. En el terreno urbanístico, vio la creación de bloques de pisos al estilo socialista y fábricas. En los años 1960, la identidad histórica de la ciudad se enfrentó a un momento crítico cuando la plaza central fue remodelada. Como resultado, un buen número de edificios de importancia cultural e histórica fueron demolidos para dejar espacio a la actual plaza Skanderbeg. En el lugar donde hoy se encuentra el "Hotel Tirana Internacional" se encontraba la catedral de la Iglesia ortodoxa autónoma, la mayor de la ciudad. Cerca de los terrenos de la actual ópera en el palacio de la Cultura se encontraba el Bazar Viejo (Pazari i Vjetër). En los terrenos del antiguo edificio del Ayuntamiento de Tirana, que fue demolido en la década de 1960, se construyó el Museo de Historia Nacional. El primer edificio que había albergado el Parlamento de Albania en la época del rey Zog se convirtió en un teatro infantil llamado el Teatro de las Muñecas (Teatri i Kukullave). 

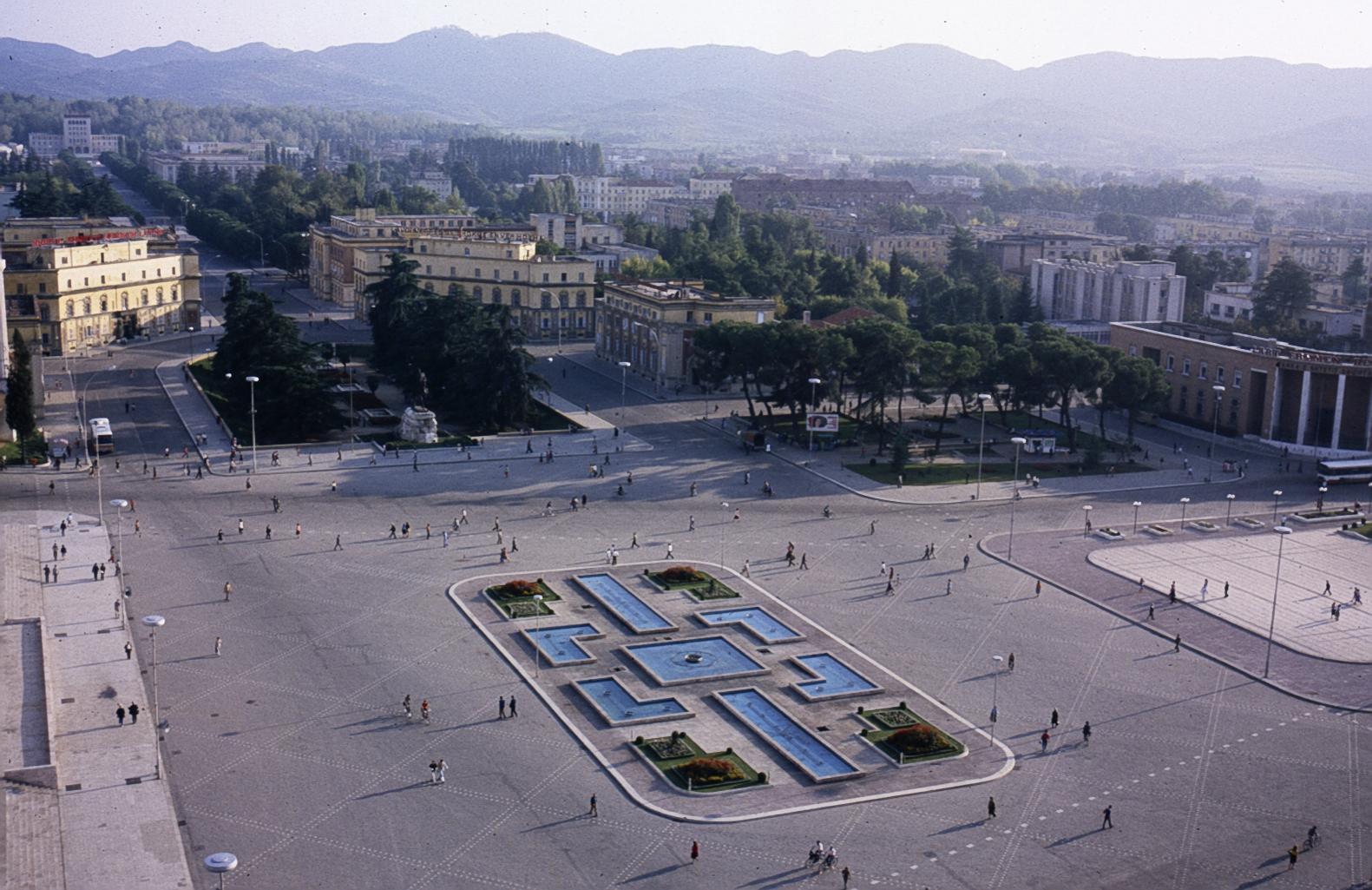
La plaza Skanderbeg de Tirana en 1988.

Desde el punto de vista político, la ciudad fue visitada por un buen número de figuras políticas importantes. En 1959 el presidente soviético Nikita Jruschov visitó Tirana, y tuvo la oportunidad de colocar la primera piedra del nuevo Palacio de la Cultura. En 1964 el primer ministro de la República Popular China Zhou Enlai tuvo aquí un encuentro con el entonces primer ministro albanés, Enver Hoxha. En 1984 la ciudad fue visitada por el ministro-presidente del Estado alemán de Baviera, Franz Josef Strauss. Tirana sirvió como escenario principal del multitudinario funeral de Enver Hoxha, secretario general del Partido del Trabajo de Albania, en 1985. Cuatro años después, en 1989 Oskar Fischer, ministro de asuntos exteriores de la República Democrática Alemana, visitó Tirana.
Durante el final de los años 1980 y comienzo de los años 1990, Tirana fue el punto central de violentas manifestaciones que acabaron con la caída de la República Popular de Albania.

### Era postcomunista y actualidad
El período postcomunista se ha descrito como el peor desde el punto de vista del desarrollo urbanístico de la ciudad. Tirana experimentó un desarrollo caótico: se comenzaron edificios de gran altura fuera de ordenación, se alzaron edificios ilegales en zonas públicas. Empezaron a surgir nuevos barrios informales alrededor de la ciudad conforme llegaban emigrantes internos de todo el país. 

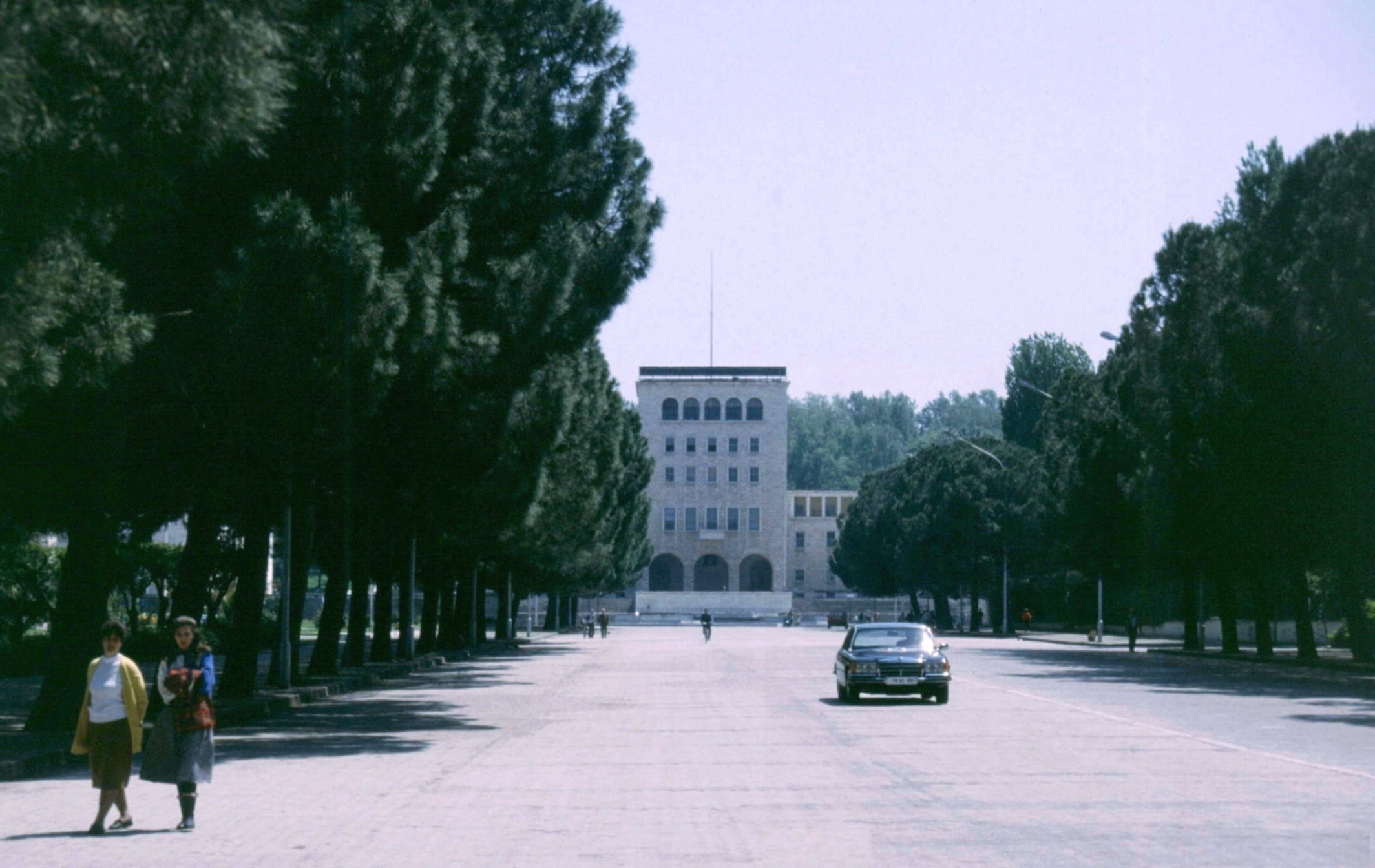
Dëshmorët e Kombit, el principal bulevar de Tirana, sin apenas tráfico en 1991. Al fondo la Universidad de Tirana.

Sin embargo, Tirana experimentó un cambio radical ya en puertas del nuevo milenio. Desde el año 2000, el Ayuntamiento puso en marcha una campaña masiva para devolver el espacio público a la población en general. La campaña se llamó "Regreso a la Identidad" e incluyó la transformación de las riberas del río Lana, el parque Rinia y otros lugares para devolverlos a su estado previo al año 1990. Las infraestructuras generales mejoraron notablemente al reconstruirse un número considerable de carreteras. Los espacios comunes entre los bloques de edificios han sido el objeto de sucesivas campañas para recuperar espacios verdes y un gran número de edificios ilegales han sido demolidos. Algunas zonas verdes existentes se han usado para construir rascacielos y centros multifuncionales. Los bloques de pisos se han construido en terrenos de antiguas viviendas.
El alcalde de Tirana, Edi Rama, dirigió una iniciativa para pintar las fachadas de los edificios de Tirana de colores brillantes.
Una serie de explosiones en un polvorín del ejército cerca de Tirana, el 15 de marzo de 2008, mató al menos a 15 personas e hirió a 243, incluyendo muchos niños, y dañó el Aeropuerto Internacional Nënë Tereza cerca de Tirana.

## Geografía
Tirana se encuentra en el distrito de Minavo, provincia de Tirana y se encuentra rodeada la norte por los montes de Kamza, al este por el monte Dajt (de 1612 m de altura), al oeste por las colinas de Vagarr e Yzberisht, y al sur por las colinas de Krrabë y Sauk. La altitud media de Tirana es de 110 m sobre el nivel del mar (aunque el punto más alto es el monte Mali Me Gropa de 1828 m). 

Tirana se encuentra en el valle del río Ishëm, a algo más de 30 km de la costa. Hay dos ríos que atraviesan la ciudad: el Lana y el Tirana. La ciudad también abarca un total de cuatro lagos: el lago Tirana, el Kodër-Kamëz, el Farka y el Tufina. El punto más alto de Tirana mide 1828 m. La ciudad se encuentra en el mismo paralelo que Nápoles, Madrid y Estambul y en el mismo meridiano que Budapest y Cracovia. 

### Clima
Tirana tiene un clima subtropical húmedo (clasificación climática de Köppen, Cfa), con considerables influencias de climas mediterráneo y continental. La temperatura media varía entre los 7 °C en enero y los 24 °C en julio y agosto, que son también los más secos, con unas precipitaciones medias de 42 mm Los meses más húmedos son noviembre, diciembre y febrero que superan los 150 mm. Al estar en la vertiente oriental del Adriático presenta precipitaciones muy abundantes, siendo la zona mediterránea más lluviosa, por lo que la sequía estival no es fuerte y los inviernos cuentan con precipitaciones muy abundantes. El número de días de lluvia anual es también muy elevado, si bien no reduce la insolación, propia de latitudes medias. Al estar en un valle interior las temperaturas tienen una tendencia continental con inviernos fríos donde las nevadas son frecuentes y veranos cálidos con máximas que superan muchas veces los 35 °C.
| Parámetros climáticos promedio de Tirana                 | Parámetros climáticos promedio de Tirana | Parámetros climáticos promedio de Tirana | Parámetros climáticos promedio de Tirana | Parámetros climáticos promedio de Tirana | Parámetros climáticos promedio de Tirana | Parámetros climáticos promedio de Tirana | Parámetros climáticos promedio de Tirana | Parámetros climáticos promedio de Tirana | Parámetros climáticos promedio de Tirana | Parámetros climáticos promedio de Tirana | Parámetros climáticos promedio de Tirana | Parámetros climáticos promedio de Tirana | Parámetros climáticos promedio de Tirana |
| Mes                                                      | Ene.                                     | Feb.                                     | Mar.                                     | Abr.                                     | May.                                     | Jun.                                     | Jul.                                     | Ago.                                     | Sep.                                     | Oct.                                     | Nov.                                     | Dic.                                     | Anual                                    |
| -------------------------------------------------------- | ---------------------------------------- | ---------------------------------------- | ---------------------------------------- | ---------------------------------------- | ---------------------------------------- | ---------------------------------------- | ---------------------------------------- | ---------------------------------------- | ---------------------------------------- | ---------------------------------------- | ---------------------------------------- | ---------------------------------------- | ---------------------------------------- |
| Temp. máx. abs. (°C)                                     | 21.2                                     | 28.0                                     | 30.3                                     | 32.6                                     | 35.9                                     | 39.6                                     | 42.2                                     | 41.4                                     | 39.7                                     | 36.1                                     | 26.1                                     | 22.5                                     | 42.2                                     |
| Temp. máx. media (°C)                                    | 11.6                                     | 12.9                                     | 15.6                                     | 19.0                                     | 23.8                                     | 27.7                                     | 30.7                                     | 30.7                                     | 27.3                                     | 21.8                                     | 17.1                                     | 13.0                                     | 21.0                                     |
| Temp. media (°C)                                         | 6.7                                      | 7.8                                      | 10.0                                     | 13.4                                     | 18.0                                     | 21.6                                     | 24.0                                     | 23.8                                     | 20.7                                     | 16.0                                     | 11.7                                     | 8.1                                      | 15.2                                     |
| Temp. mín. media (°C)                                    | 1.8                                      | 2.6                                      | 4.5                                      | 7.9                                      | 12.1                                     | 15.6                                     | 17.2                                     | 16.9                                     | 14.1                                     | 10.1                                     | 6.3                                      | 3.2                                      | 9.4                                      |
| Temp. mín. abs. (°C)                                     | -9.9                                     | -9.4                                     | -6.0                                     | -1.0                                     | 3.4                                      | 6.2                                      | 4.2                                      | 10.6                                     | 5.5                                      | -0.4                                     | -4.3                                     | -6.6                                     | -9.9                                     |
| Precipitación total (mm)                                 | 143                                      | 132                                      | 115                                      | 104                                      | 103                                      | 68                                       | 42                                       | 46                                       | 78                                       | 114                                      | 172                                      | 148                                      | 1266                                     |
| Días de precipitaciones (≥ 0.1 mm)                       | 13                                       | 13                                       | 14                                       | 13                                       | 12                                       | 7                                        | 5                                        | 4                                        | 6                                        | 9                                        | 16                                       | 16                                       | 128                                      |
| Horas de sol                                             | 124                                      | 125                                      | 165                                      | 191                                      | 263                                      | 298                                      | 354                                      | 327                                      | 264                                      | 218                                      | 127                                      | 88                                       | 2544                                     |
| Humedad relativa (%)                                     | 74                                       | 73                                       | 69                                       | 72                                       | 68                                       | 69                                       | 62                                       | 64                                       | 71                                       | 70                                       | 76                                       | 79                                       | 71                                       |
| Fuente n.º 1: Deutscher Wetterdienst                     |                                          |                                          |                                          |                                          |                                          |                                          |                                          |                                          |                                          |                                          |                                          |                                          |                                          |
| Fuente n.º 2: Meteo Climat (máximas y mínimas absolutas) |                                          |                                          |                                          |                                          |                                          |                                          |                                          |                                          |                                          |                                          |                                          |                                          |                                          |

## Demografía

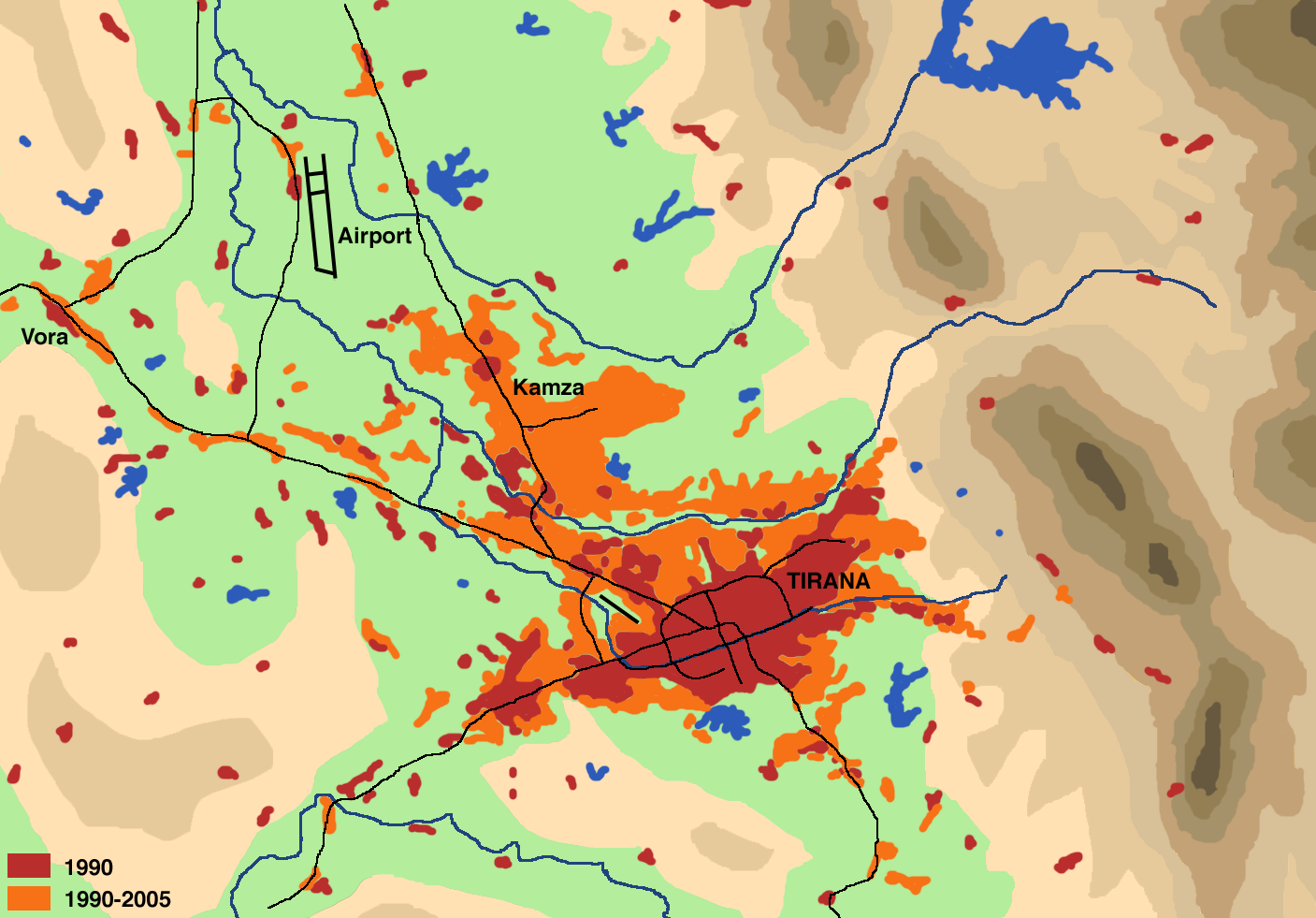
Expansión de Tirana de 1990 a 2005.

### Población
En el primer trimestre de 2008 la población urbana de la ciudad se estimaba oficialmente en 602.401 habitantes.

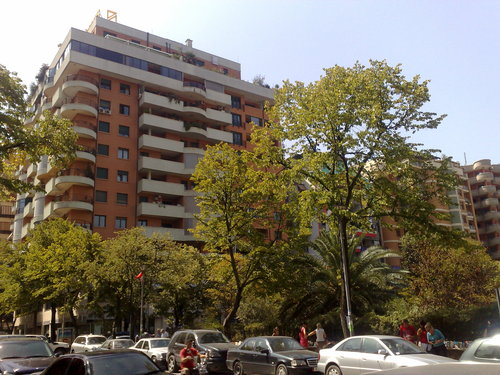
Tirana experimentó un boom demográfico tras el comunismo. En la imagen, una calle de Tirana.

En 1703, Tirana tenía unos 4000 habitantes. Para 1820 su número se triplicó a 12 000. El primer censo de la ciudad, elaborado en 1923 (pocos años después de que Tirana se convirtiera en la capital de Albania) mostraba una población de 10 845 habitantes. En los años 1950, Tirana experimentó un rápido crecimiento industrial, y la población se incrementó hasta unos 137 000 habitantes en 1960.
Tras el fin del gobierno comunista en 1991, Tirana experimentó el crecimiento de población más rápido de su historia, cuando las gentes de las áreas rurales se mudaron a la capital en busca de una vida mejor. En 1990 Tirana tenía 150 000 habitantes, pero el flujo a gran escala desde otras partes del país ha incrementado la población por encima de los 600 000 habitantes oficialmente.
Aquí sigue una tabla de la evolución demográfica de Tirana:
| Año                                                                                        | Área (km²) | Población (dentro de los límites de la ciudad) | Notas                                            |
| ------------------------------------------------------------------------------------------ | ---------- | ---------------------------------------------- | ------------------------------------------------ |
| 1431-32                                                                                    |            | 7300                                           | Primer catastro bajo el Imperio otomano          |
| 1583                                                                                       |            | 20 000                                         | Censo de la región de Tirana                     |
| 1703                                                                                       |            | 4000                                           |                                                  |
| 1820                                                                                       |            | 12 000                                         |                                                  |
| 1901                                                                                       |            | 15 000                                         |                                                  |
| 1923                                                                                       |            | 10 845                                         | Primer censo de población                        |
| 1930                                                                                       | 8.0        | 25 079                                         |                                                  |
| 1937                                                                                       | 5.0        | 35 000                                         |                                                  |
| 1945                                                                                       |            | 59 900                                         | 1957 Estadísticas del Plan de Regulación         |
| 1955                                                                                       |            | 108 200                                        | 1957 Estadísticas del Plan de Regulación         |
| 1970                                                                                       | 31.0       | 180 000                                        | Diario académico Studime Historike               |
| 1985                                                                                       | 15.4       |                                                |                                                  |
| 1989                                                                                       |            | 277 567                                        | Censo nacional de la provincia de Tirana de 1989 |
| 2001                                                                                       |            | 479 862                                        | Censo nacional de la provincia de Tirana de 2001 |
| 2007                                                                                       | 41.8       | 607 467                                        | Oficina del Registro Civil de Tirana             |
| Los datos recogen cifras publicadas en la web oficial del Ayuntamiento de Tirana e INSTAT. |            |                                                |                                                  |

### Religión
Las tres principales religiones en Albania son el islam, la cristiandad ortodoxa y católica, tienen todas sus sedes en Tirana. El liderazgo de la orden de Bektashi se trasladó a Albania y estableció su Sede Mundial también en la ciudad de Tirana.

## Economía

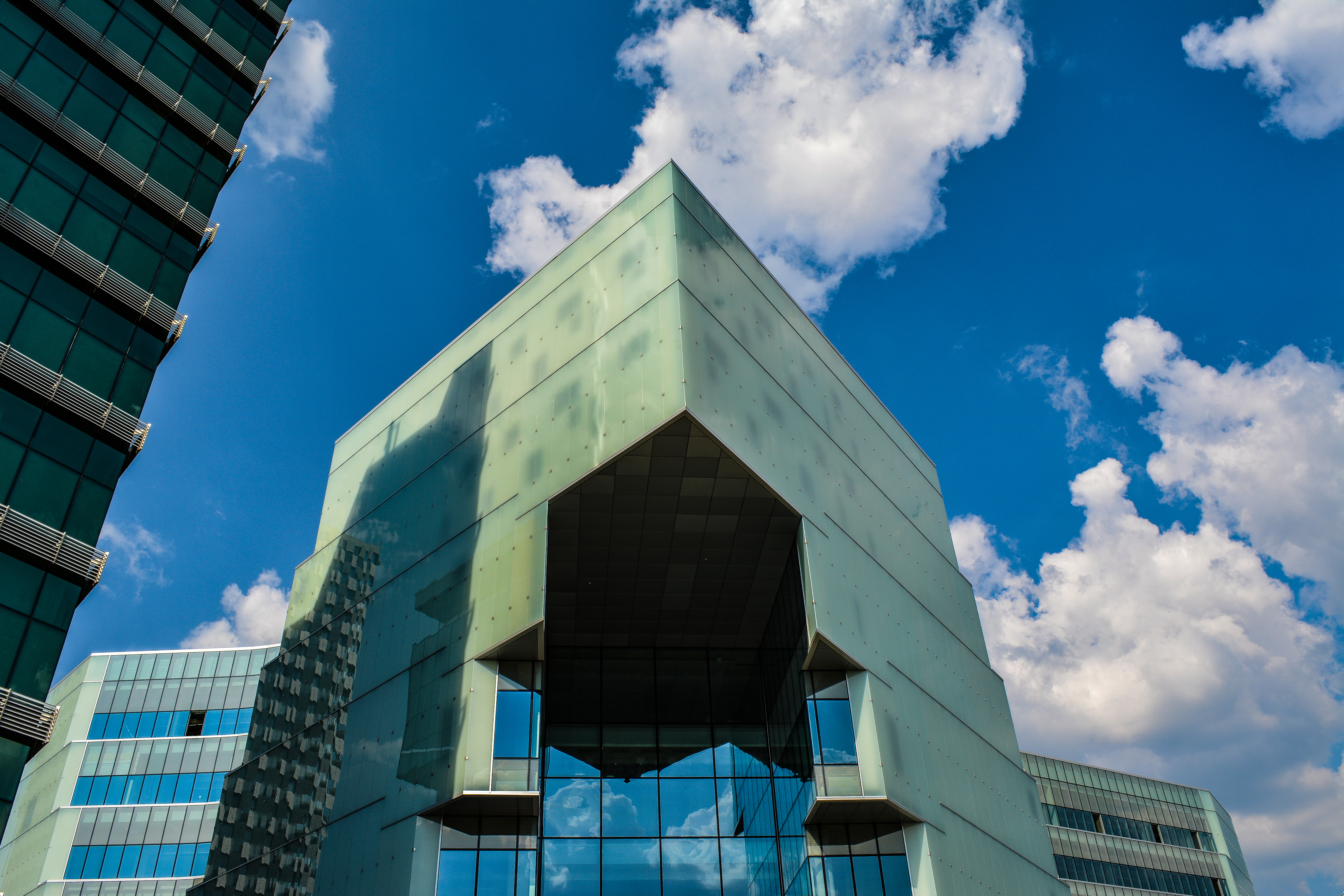
El Centro Comercial Toptani

Tirana es el centro industrial y cultural de Albania. Las principales industrias incluyen productos agrícolas y maquinaria, textiles, fármacos y metalurgia. Tirana ha experimentado un rápido crecimiento y establecido numerosas nuevas industrias desde los años 1920.
Tirana comenzó su desarrollo a comienzos del siglo XVI, cuando se creó el bazar, y sus artesanos elaboraban telas de seda algodón, y trabajaban el cuero, la cerámica y el hierro, la plata, y joyas de oro. Situada en un fértil llano, el área de Tirana exportaba 2600 barriles de aceite de oliva y 14 000 paquetes de tabaco a Venecia por 1769. En 1901, tenía 140 000 olivos, 400 molinos de aceite, y 700 tiendas.[cita requerida]
Tirana está intentando actualmente desarrollar una industria turística, aunque este esfuerzo ha sido obstaculizado por la carencia de infraestructuras y por encontrarse en una región de notable inestabilidad política a ojos de la opinión pública internacional.

### Turismo

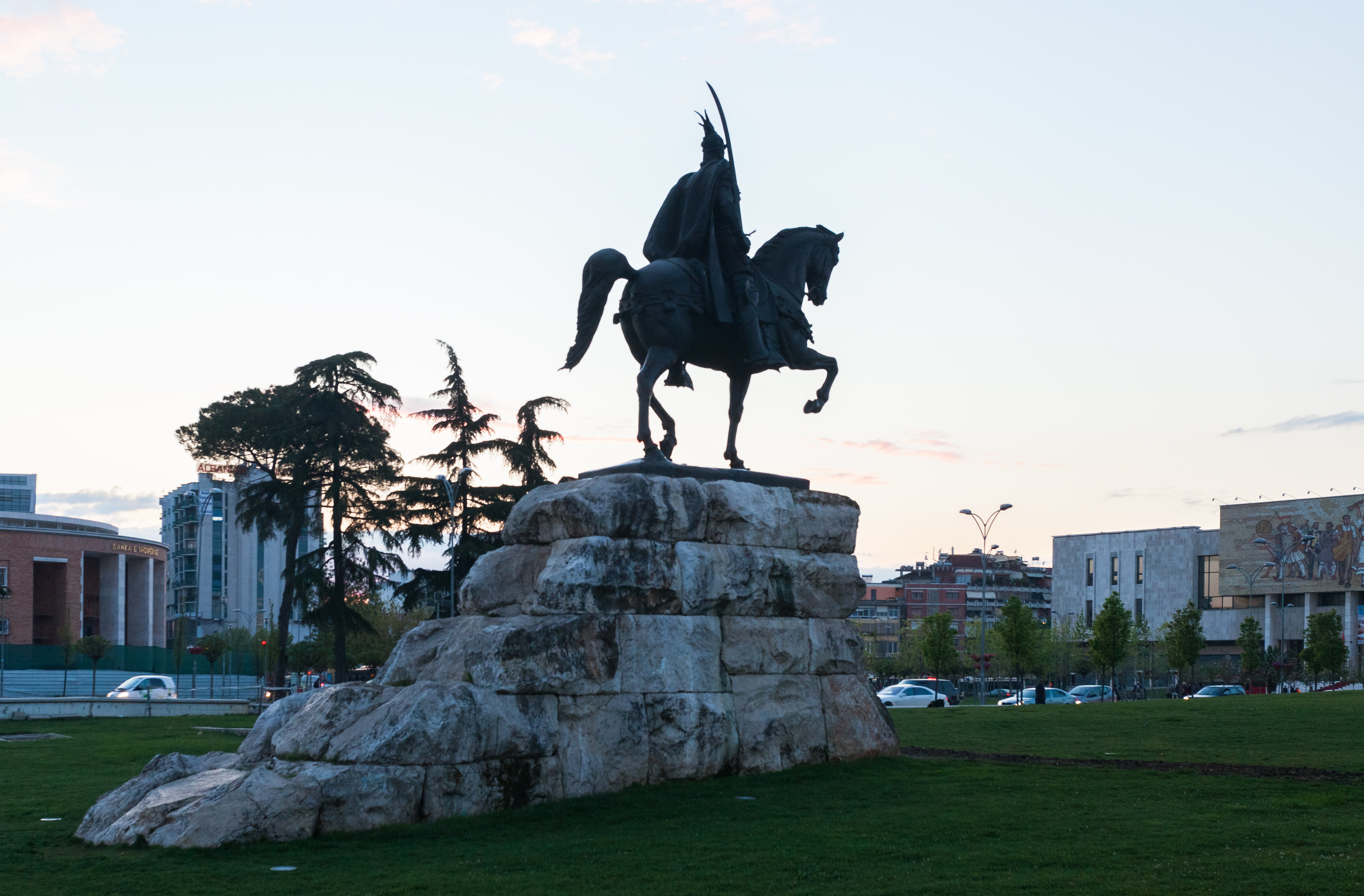
Monumento a Skanderbeg al anochecer.

El turismo en Albania se está desarrollando año tras año desde que la caída del comunismo y la ciudad capital de Tirana se convirtieron en destinos turísticos muy populares por la Riviera albanesa del sur y la parte norte del país. Tirana tiene hoteles de lujo, modernos restaurantes, bares, pubs y discotecas muy grandes. Los hoteles más grandes de la ciudad son Tirana International Hotel y Tirana Plaza, situados en el corazón de la ciudad, cerca de la plaza Skanderbeg. El lujoso Sheraton Hotel Tirana también se encuentra en el centro de la ciudad, cerca del distrito central de negocios junto al National Arena. Otros hoteles importantes presentes en el centro de Tirana incluyen el Xheko Imperial Hotel, el Rogner Hotel, el Best Western Premier Ark Hotel y el Mondial Hotel. 
La mayoría de los turistas a la ciudad provienen de Grecia, Italia, Kosovo y Europa, con el número de visitantes de otros lugares creciendo cada año, gracias a un número creciente de llegadas de líneas aéreas internacionales en el Aeropuerto Internacional Madre Teresa, así como cruceros de lujo que llegar al puerto de Durrës que ofrece excursiones de un día a la ciudad. Según la Asociación Polaca de Operadores Turísticos, Tirana es la décima ciudad más visitada por los polacos.

## Barrios

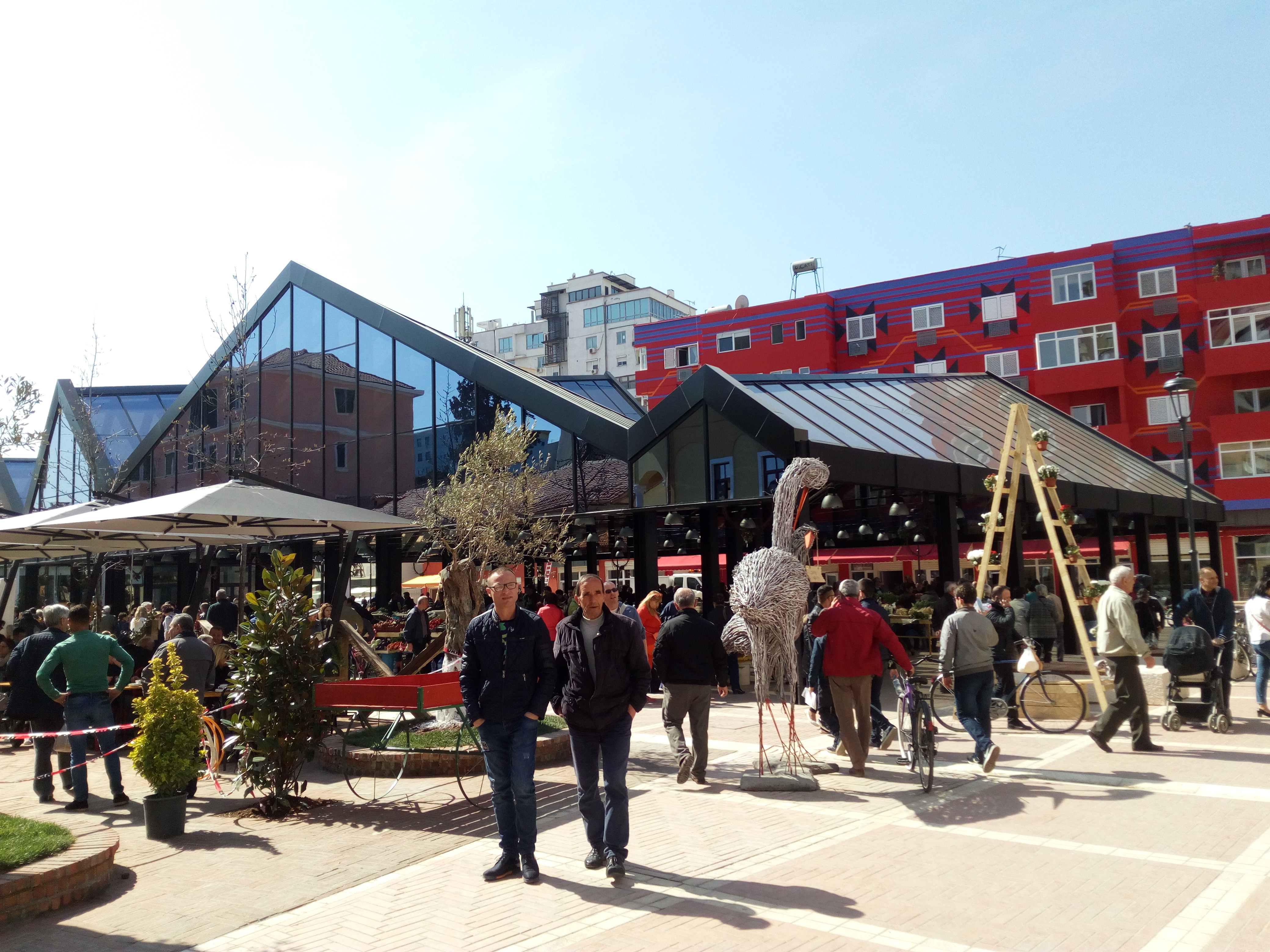
El Nuevo Bazar de Tirana

El primer barrio fue el de Bam. Luego, los dos barrios más antiguos son Mujos y Pazari, situados entre el centro y la calle Elbasan a ambos lados del río Lana. En 2000, el centro de Tirana, desde el campus central de la Universidad de Tirana hasta la plaza Skanderbeg, fue declarado lugar de reunión cultural lo que le da un carácter preferente en cuanto a protección por el Estado. En el mismo año, el área comenzó un proceso de restauración bajo el nombre de "Regreso a la Identidad". El área al oeste de la Universidad, adyacente al parque Shën Prokopi, estuvo reservado como residencia de funcionarios importantes del gobierno y el partido, y aún hoy sigue siendo un área residencial deseada.

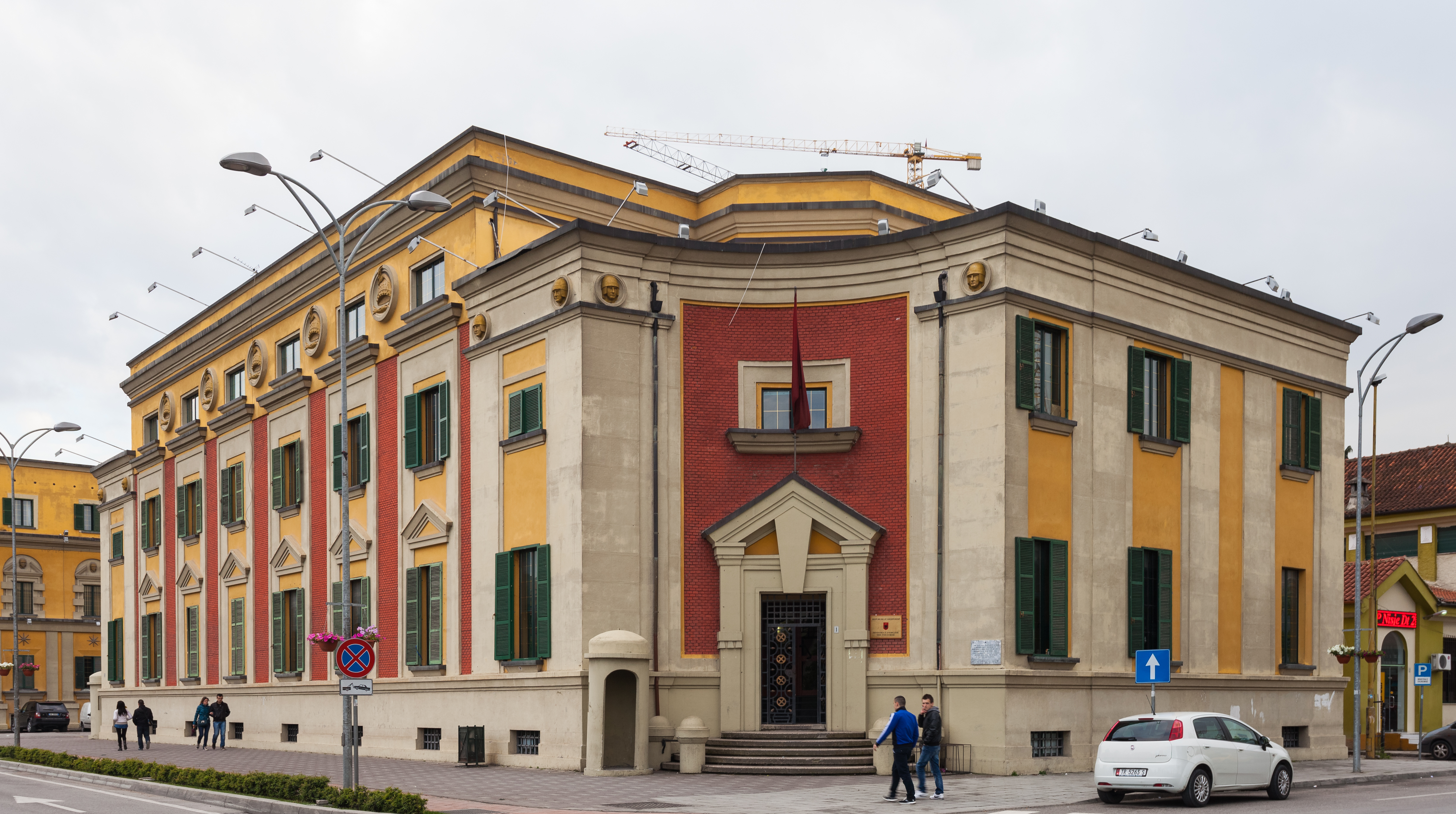
Sede del Ayuntamiento de Tirana.

A pesar de los esfuerzos del Ayuntamiento de Tirana, actualmente la ciudad sufre de problemas de superpoblación como son la recolección de basuras, falta de agua corriente y electricidad, y niveles muy altos de polución ambiental a causa del parque automovilístico de unos 300 000 coches de la zona de Tirana, y unos niveles de sulfuros y plomo en el carburante utilizado superiores a los permitidos en la Unión Europea. Lo que se empeora aún más debido a las viejas infraestructuras. A pesar de los problemas, Tirana ha experimentado un rápido crecimiento en la construcción de nuevos edificios, especialmente en los barrios periféricos, donde en muchos de los nuevos barrios las calles ni siquiera tienen nombre.

## Salud
El principal hospital de Tirana es el Hospital de la Madre Teresa (Spitali Nënë Tereza), asociado a la Facultad de Medicina de la Universidad de Tirana. Cuenta con 1456 camas y atiende a unos 12 000 pacientes al año. En la actualidad se están realizando grandes mejoras en su infraestructura y equipamiento.

## Educación

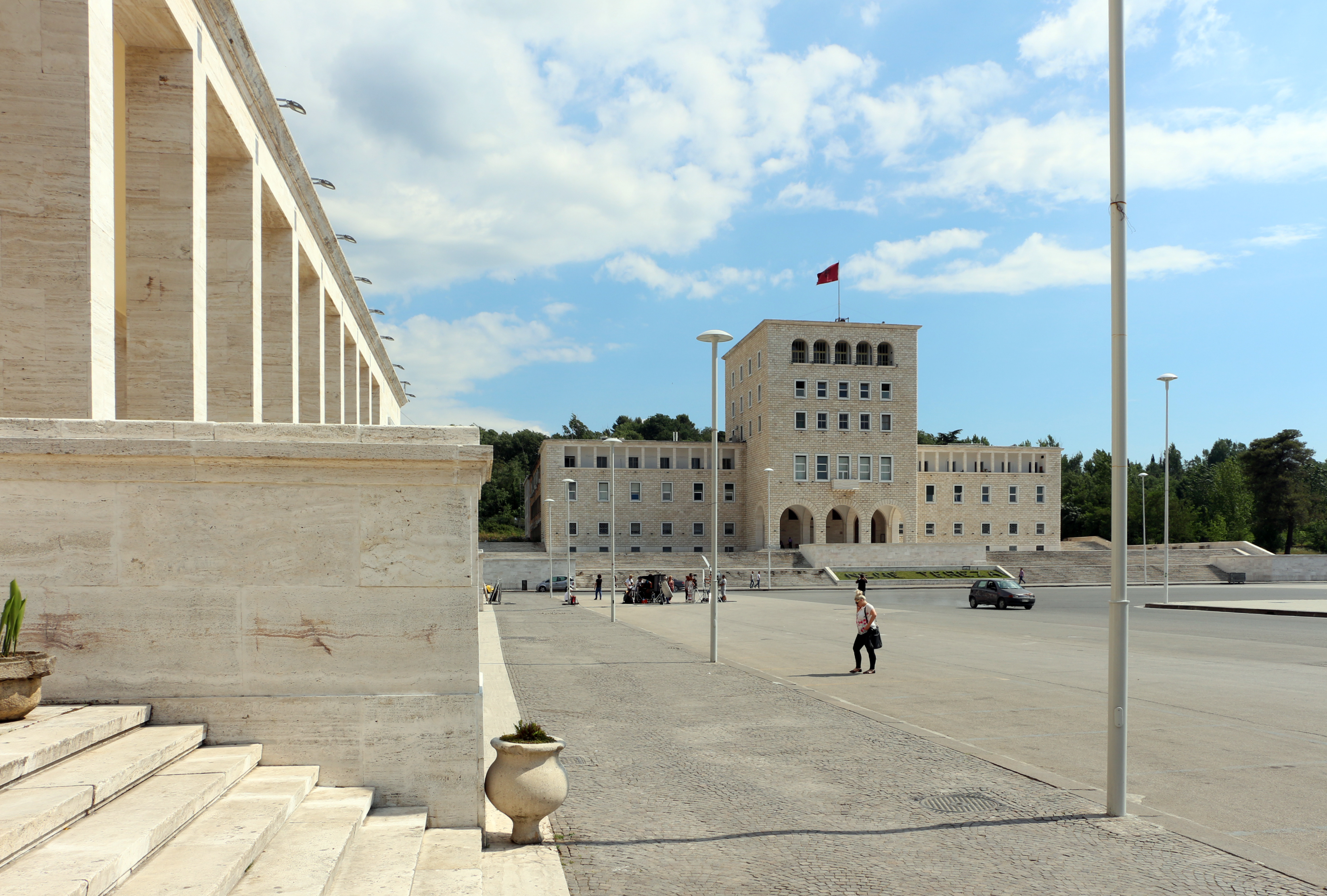
Universidad Politécnica de Tirana

Tirana es la sede de la Universidad de Tirana, la Universidad Politécnica de Tirana, la Universidad Agraria, la Academia de Educación Física y Deportes, e instituciones nacionales e internacionales de investigación académica. Otras instituciones académicas públicas incluyen la Academia de las Artes, la Academia de las Ciencias, la Academia Militar y el Instituto del Ministerio del Interior.
Tirana también ha visto la creación de un gran número de instituciones académicas privadas como la Universidad de New York en Tirana, Epitech, la Universidad Luarasi, Zoja e Keshilit te Mire, Academia de Cinematografía y Multimedia "Marubi", y muchas otras.
Tirana es un lugar que se conoce como un centro universitario de estudiantes de países de la región como Kosovo, Macedonia del Norte, Montenegro y Grecia.

## Cultura
Tirana es un importante centro de música, cine, teatro, danza y artes visuales. La ciudad alberga las instituciones culturales más grandes del país, como el Teatro Nacional y el Teatro Nacional de Ópera y Ballet, el Museo Arqueológico Nacional, la Galería de Arte de Albania, el Museo de Ciencias de Albania y el Museo Histórico Nacional. Entre las instituciones locales se encuentra la Biblioteca Nacional, que mantiene más de un millón de libros, publicaciones periódicas, mapas, atlas, microfilmes y otros materiales de la biblioteca. La ciudad tiene cinco casas tradicionales bien conservadas (casas museo), 56 monumentos culturales, ocho bibliotecas públicas. Desde 2011, se abrió una Oficina de Información Turística, ubicada detrás del Museo Histórico Nacional, con información útil sobre Tirana y Albania.
Hay muchas instituciones culturales extranjeras en la ciudad, incluidos el Goethe-Institut alemán, la Fundación Friedrich Ebert y el British Council. Otros centros culturales en Tirana son el Instituto Canadiense de Tecnología, el Instituto Confucio Chino, la Fundación Helénica Griega para la Cultura, el Istituto Italiano di Cultura y la Alliance Française. La Oficina de Información del Consejo de Europa se estableció en Tirana. 
Uno de los eventos anuales más importantes que tiene lugar en Tirana cada año es el Festival Internacional de Cine de Tirana. Fue el primer festival internacional de cine en el país y considerado como el evento cinematográfico más importante de Albania.

### Museos

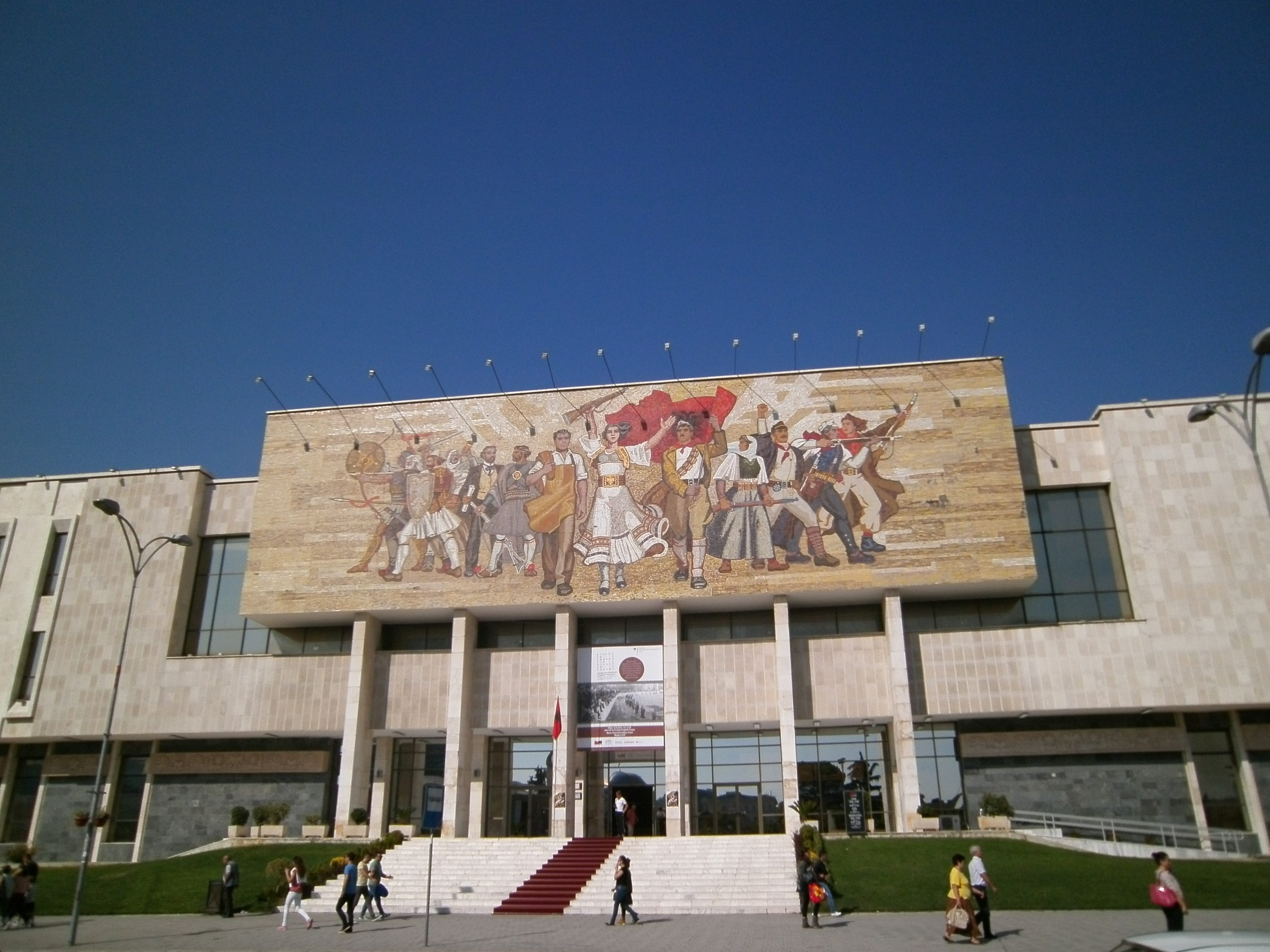
El Museo Histórico Nacional con su característico mural en la fachada.

El museo más destacado de Tirana es el Museo Histórico Nacional, que detalla la historia del país. Conserva algunos de los mejores hallazgos arqueológicos de Albania, que datan de la era prehistórica hasta los tiempos modernos. En la entrada de los pabellones, hay fotos de personalidades globales, que conocieron a la Madre Teresa como Jacques Chirac, Bill Clinton, Tony Blair, Ibrahim Kodra y muchas otras personalidades. Sin lugar a dudas, los objetos personales utilizados por ella aumentan la curiosidad de miles de visitantes en el museo. Casi un millón de visitantes pasaron en 2012.
Otros grandes museos incluyen el Museo Arqueológico Nacional, que es el museo arqueológico nacional y el primer museo creado después de la Segunda Guerra Mundial en Albania. La Galería de Arte Nacional se abrió al público en 1954. Sin embargo, el museo conserva más de 5000 obras de arte. Otros museos incluyen el Museo de Ciencias Naturales, que tiene ramas en zoología, botánica y geología, el antiguo Museo Enver Hoxha y el Museo Bunk'art. En 2017, el Museo de Vigilancia Secreta (Casa de las hojas) fue renovado y reabierto. El edificio histórico del período comunista, apunta ahora a retratar desde la omnipresencia del régimen comunista albanés.

### Festivales
En los últimos años, Tirana se está convirtiendo en un centro popular para eventos. Los festivales son una de las muchas cosas que las personas en Tirana disfrutan bien. Tiene una gran cantidad de festivales y eventos. La diversidad de festivales hace posible que personas de diferentes gustos se encuentren en una ciudad tan pequeña. Los festivales en la ciudad ofrecen entretenimiento tanto para jóvenes como para adultos. El Festival de Verano tiene lugar todos los años el 14 de marzo, celebrando el Día de la Primavera (albanés: Dita e Veres), el festival más grande del país. Se celebra ampliamente en Tirana y en otras ciudades de Albania y las colonias de Arbëresh en Italia.
Otro evento importante, el Festival Internacional de Cine de Tirana se lleva a cabo en Tirana cada año, lo que trae un gran número de artistas para producir una amplia gama de trabajos de cine interesantes. Otros festivales incluyen el Tirana Jazz Festival, el Guitar Sounds Festival, el Albanian Wine Festival y más. En 2016, se celebró el primer Telekom Electronic Beats Festival en Tirana, trayendo las últimas tendencias del estilo de vida urbano a la juventud albanesa. Este es el esfuerzo de Tirana para aumentar el número de visitas turísticas. Sin embargo, la ciudad se ha convertido en un destino popular para muchos jóvenes de la región durante el período de vacaciones.

### Medios de comunicación
La ciudad es el punto central de los medios de comunicación de Albania. Es la sede de la Radio y Televisión de Albania (RTSH), la cadena pública albanesa, así como de otras cadenas privadas nacionales como Top Channel and TV Klan. Numerosas emisoras de radio operan también en la ciudad, siendo las más importantes la pública Radio Tirana, seguida de las privadas Top Albania Radio and Plus 2 Radio. 
Tirana es sede de los periódicos Zëri i Popullit, Shekulli, Gazeta Shqiptare y Koha Jonë.

## Deportes

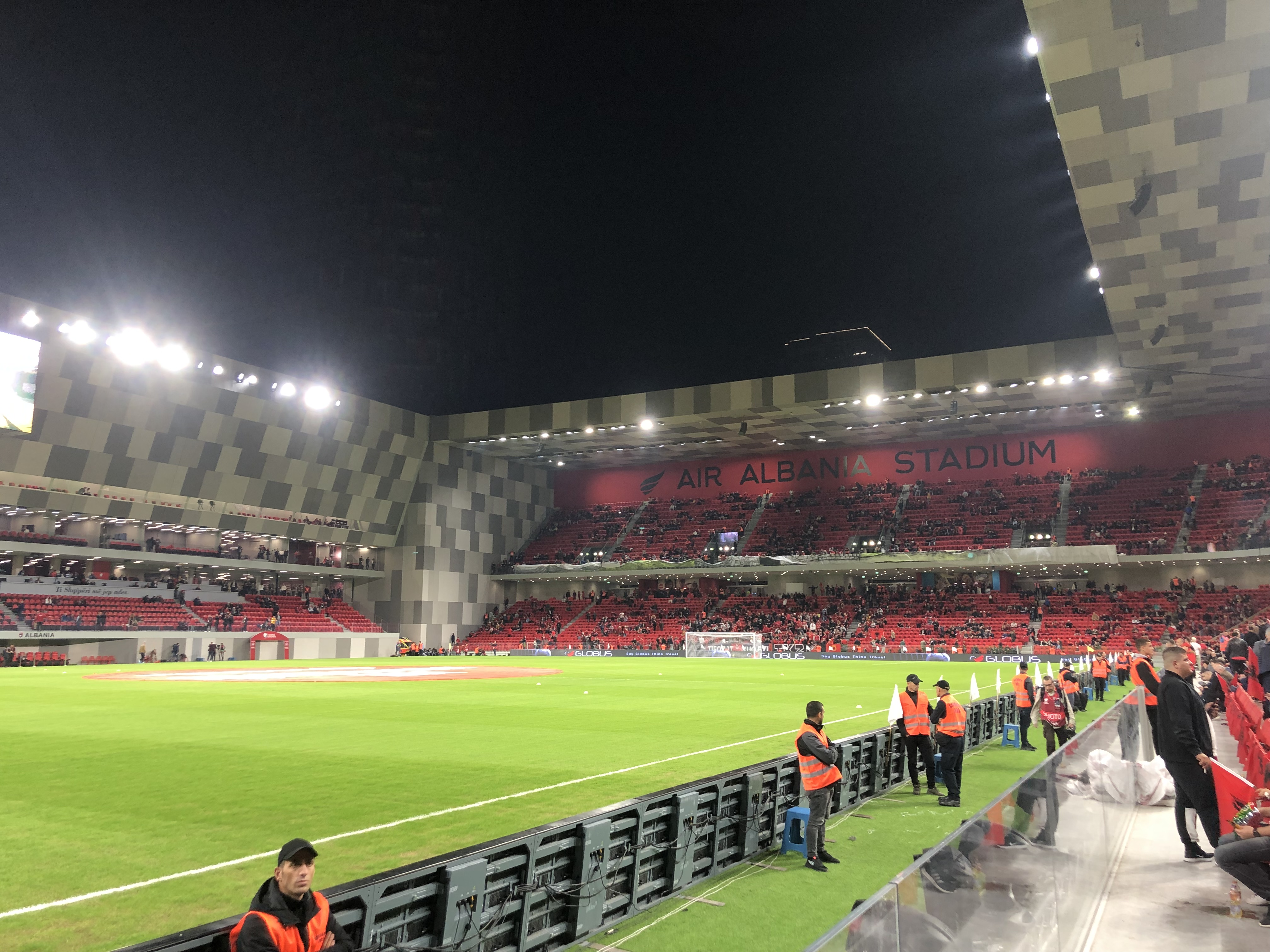
Air Albania Stadium

Aunque algunos de los equipos de fútbol de Tirana lograron disputar distintas competiciones de la UEFA (la Liga de Campeones, la Liga Europea, la Recopa de Europa, la Copa Intertoto y la Liga Conferencia), no han logrado entrar en la fase de grupos de esas competiciones. Tirana tiene dos estadios: el Air Albania Stadium, sede del club de fútbol Partizán de Tirana; y el Estadio Selman Stermasi, sede del club Dinamo Tirana y del KF Tirana. El Air Albania Stadium acogió la final de la Liga Conferencia 2021-22.

## Transporte

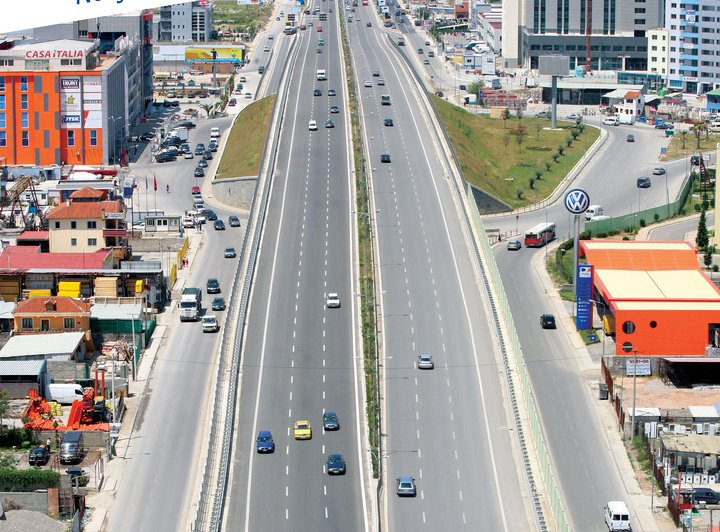
Autopista Tirana-Durrës.

Puntos de transporte municipal, nacional e internacional se han desarrollado en años recientes en respuesta a la demanda creciente. Hasta hace pocos años, las conexiones a través de Grecia y Montenegro tenían varios problemas con la burocracía y la seguridad. La siguiente sección es sólo indicativa, y está sujeta a posibles cambios.
El transporte local en el interior de Tirana es el autobús y el taxi. Autocares y minibuses dan enlace, conforme a la demanda, con la costa y el norte y sur de Albania desde diferentes puntos de la ciudad. Los servicios internacionales de autocar conectan con Grecia, vía Korçë y los taxis con la frontera de Kosovo y Macedonia del Norte.
El transporte privado para moverse por la capital, Tirana, y en otras áreas es ofrecido principalmente por los taxis y, recientemente por coches de alquiler. El servicio de taxi es generalmente barato en todas las ciudades. Los taxis con licencia en Tirana tienen placas con un fondo amarillo y texto en color rojo. Una vuelta por la ciudad cuesta una media de 3/4 € y todos los taxis tienen taxímetro. Un taxi desde el centro hasta el aeropuerto tarda generalmente 20/30 min y cuesta alrededor de 17 € por trayecto. Después de las 22:30, el servicio de taxi es el único transporte disponible en Tirana. Esto es porque el último autobús de la ciudad parte de la estación aproximadamente a las 22:00. Un mercado en crecimiento en los últimos tres años es el servicio de alquiler de coches.

### Ferrocarril
Hay servicios regulares de pasajeros a Durrës y Pogradec, vía Elbasan. La estación de tren está al norte de la plaza Skanderbeg, el bulevar Zogu I. No hay servicio de pasajeros internacional.

### Aéreo

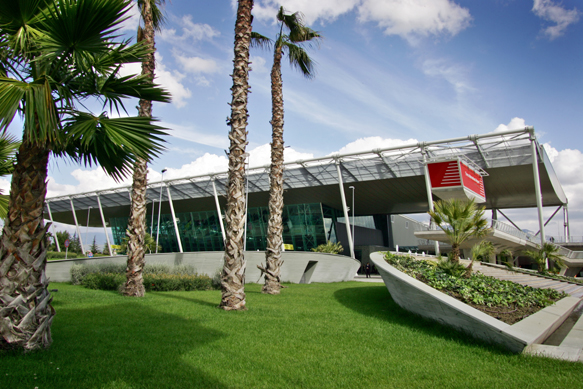
Aeropuerto Internacional Madre Teresa.

El Aeropuerto Internacional de Tirana Nënë Tereza (Madre Theresa en albanés), también conocido como Aeropuerto Rinas fue reconstruido en 2007. Se encuentra a 25 km al noroeste de la ciudad, en la carretera de Durrës. Varias aerolíneas extranjeras se sirven del Aeropuerto Rinas: Alitalia (desde Roma y Milán), British Airways (desde el aeropuerto londinense de Gatwick, Austrian Airlines (desde Viena), Adria Airways desde (Liubliana), Olympic Airlines (Atenas) y Turkish Airlines (Estambul). Los vuelos de Lufthansa vía Múnich empezaron el 1 de mayo de 2007. Cada lunes hay un vuelo directo desde Tirana al aeropuerto J.F.K. de Nueva York.

### Barco
Tirana no tiene puerto, aunque el puerto de Durrës no está a más de hora y media de la capital. Salen ferris de pasajeros desde Durrës a Trieste (Italia) y Koper (Eslovenia) y hay un servicio de catamarán ligero a Bari (Italia).

## Patrimonio

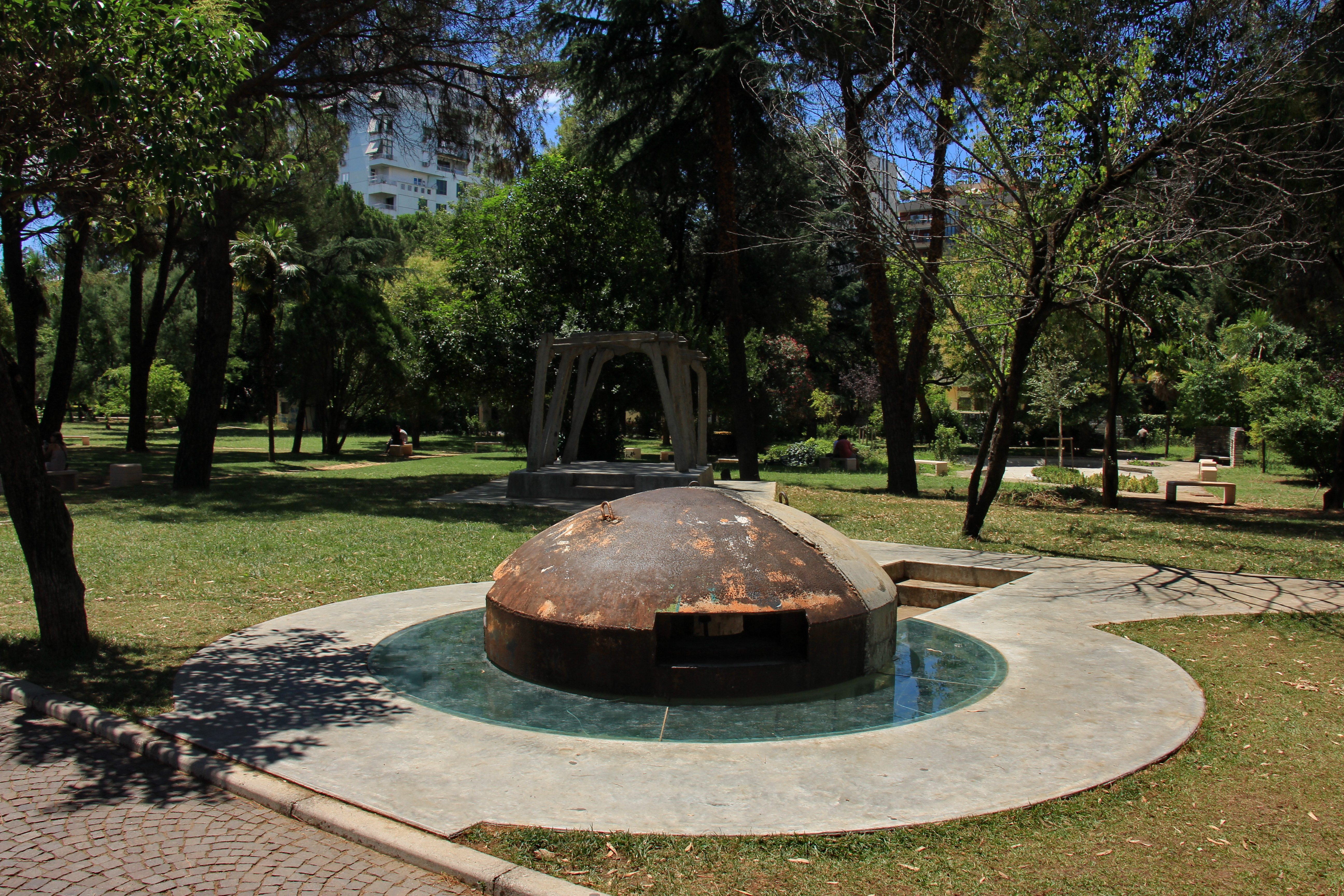
El monumento conmemorativo dedicado a las víctimas del comunismo

Una gran cantidad de los monumentos localizados en Tirana datan de los periodos ilirios, romanos, griegos y otomanos. Los monumentos incluyen la plaza Skanderbeg, la torre del reloj de Tirana, el castillo de Petrelë, la mezquita de Et'hem Bey, la iglesia del Sagrado Corazón, la catedral de la Resurrección, la tumba de Kapllan Pasha, la Madre Albania, Blloku, el monte Dajt y el Mosaico de Tirana.

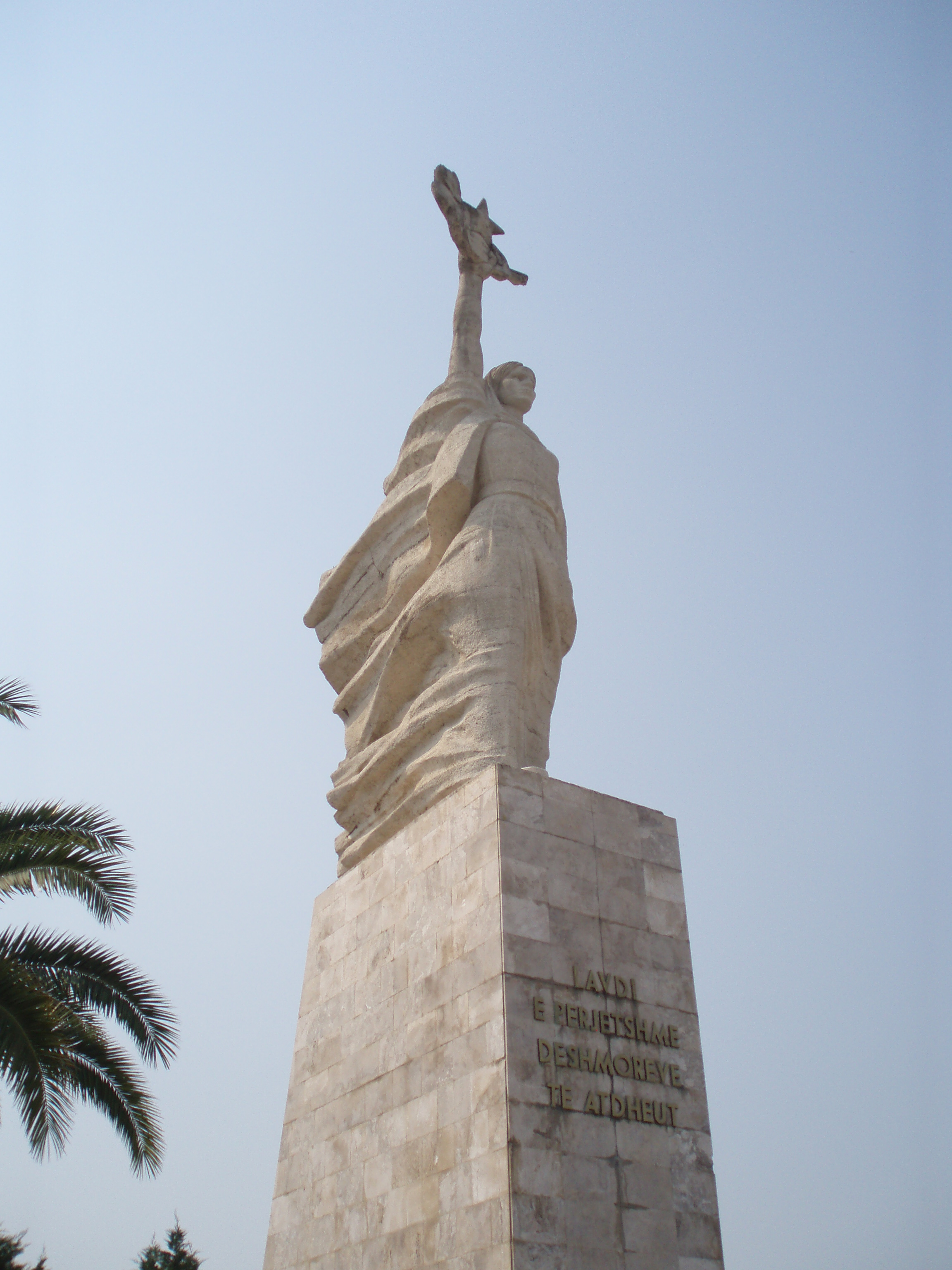
Madre Albania

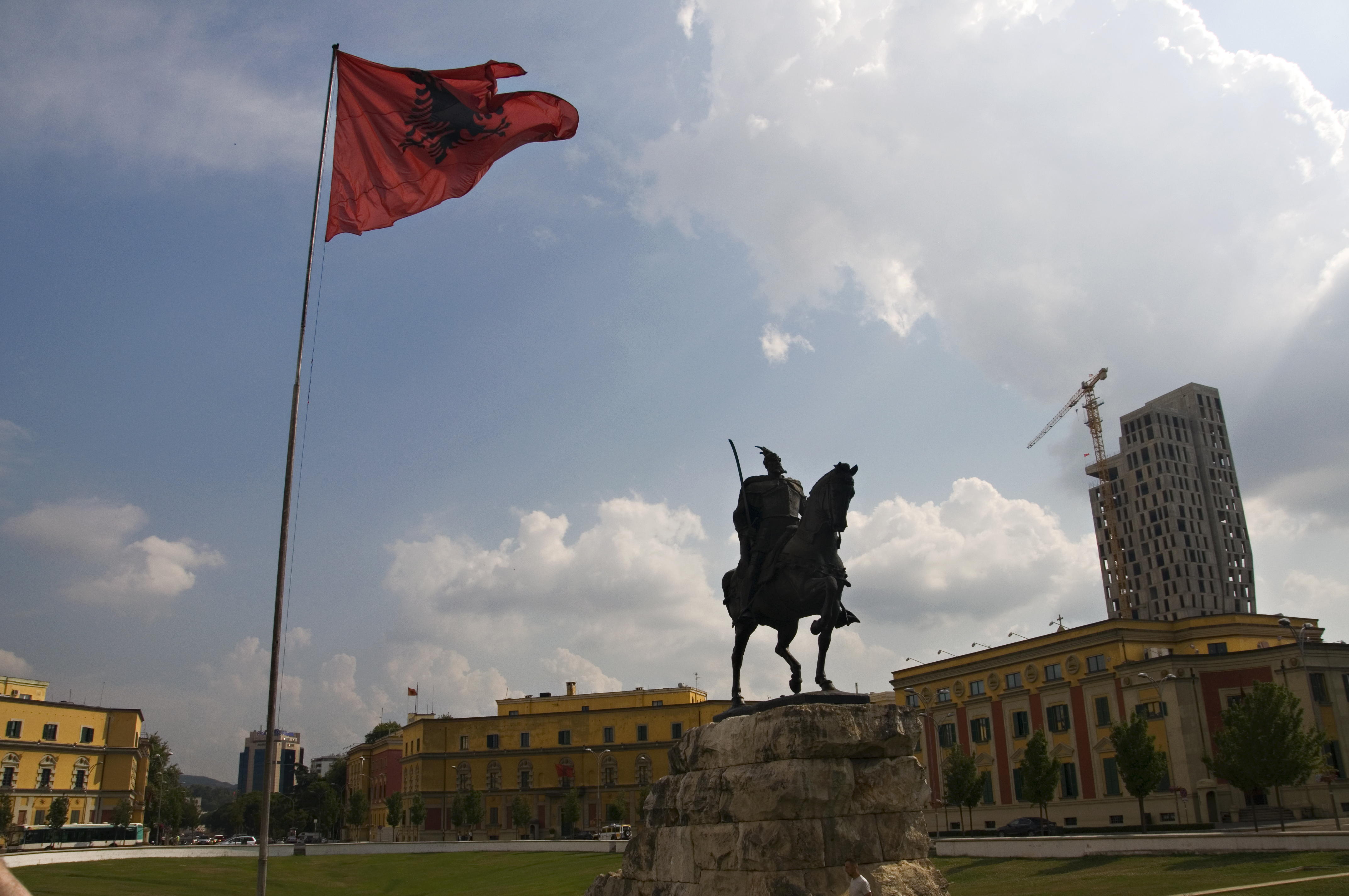
Estatua de Skanderbeg en la plaza Skanderbeg

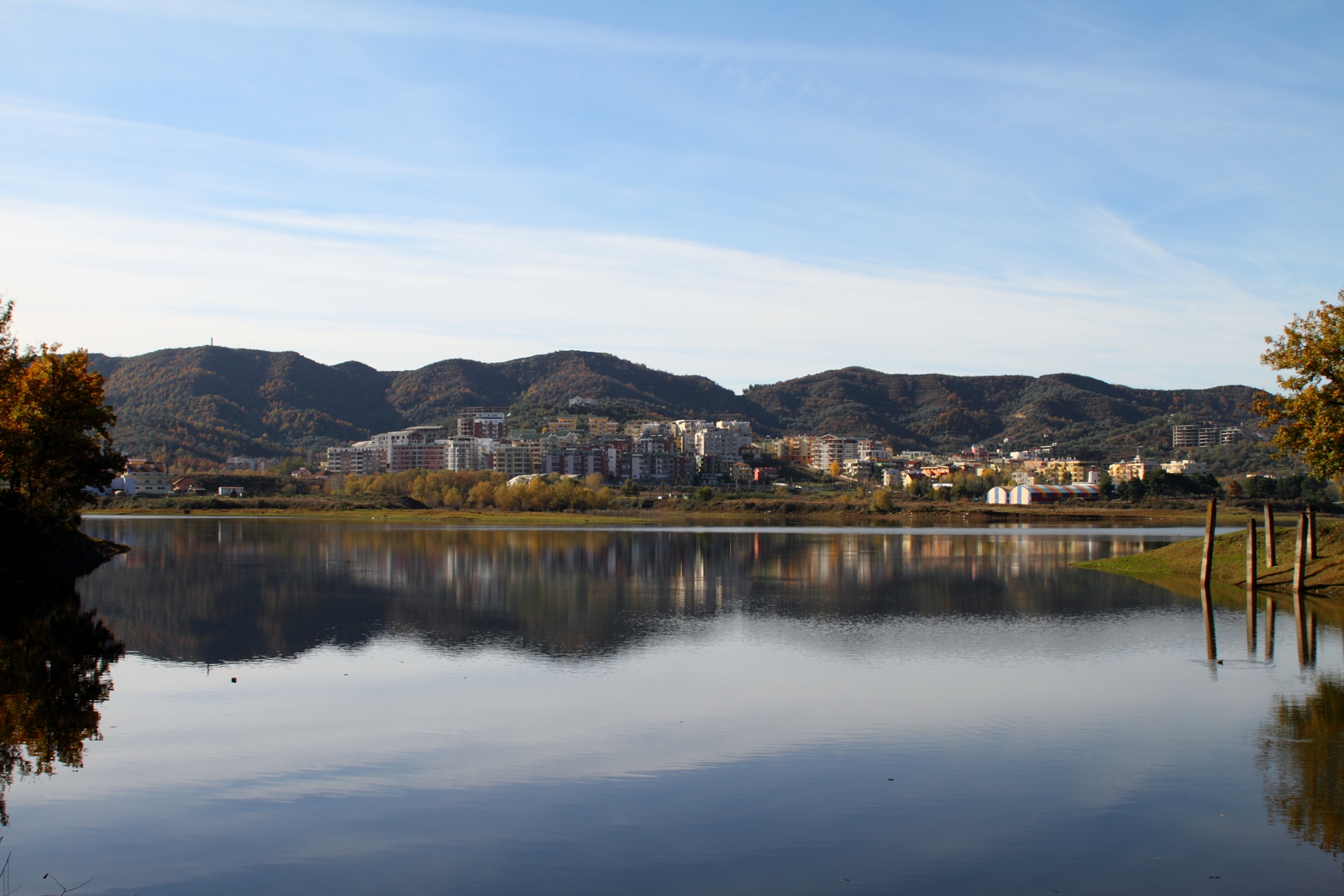
Parque de Tirana en el lago artificial

La mayoría de los lugares interesantes de conocer en Tirana, se encuentran alrededor de la plaza Skanderbeg, un gran espacio abierto en pleno corazón de la ciudad, que recibe su nombre del héroe nacional albanés homónimo:
- Museo Nacional de Historia: Al norte de la plaza. Construido en 1981. El mosaico de su fachada se llama "Los Albaneses".
- El Palacio de la Cultura (Pallati i Kulturës), que reúne el Teatro de la Ópera y Ballet Nacional y la Biblioteca Nacional, fue completado en 1963 en el lugar donde estaba el antiguo mercado de Tirana. La primera piedra fue colocada por Nikita Jruschov en 1959.
- El monumento a Skanderberg, alzado en 1968, es obra de Odhise Paskali junto a Andrea Mana y Janaq Paço. Conmemora los 500 años de la muerte del héroe nacional.
- Mezquita de Et’hem Bey: En la esquina suroeste de la plaza. Comenzada en 1789 por Molla Bey y terminada en 1821 por su hijo, Haxhi Et'hem Bej, bisnieto de Sulejman Pasha.
- La Torre del reloj ("Kulla e Sahatit"), cercana a la mezquita de Et'hem Bey. Fue comenzada por Haxhi Et'hem Bej alrededor de 1821-1822 y concluida con la contribución de las familias más ricas de Tirana. Su instalación fue obra de la familia "Tufina". En 1928 el estado albanés compró un moderno reloj alemán y la torre alcanzó los 35 m de altura. El reloj fue dañado durante la Segunda Guerra Mundial y reparado en julio de 1946.
- Otros edificios como los administrativos, las academias y la Universidad de Tirana son también de gran interés arquitectónico.

Otros puntos de interés son:
- El castillo de Tirana (Kalaja e Tiranës), el corazón histórico de la capital.
- La sede de la orden sufí Bektashi en el extremo oriental de la ciudad.
- La iglesia católica de San Pablo: Terminada en 2001, es la iglesia más grande de la ciudad.
- La iglesia ortodoxa de San Procopio, construida en 1780.
- La iglesia católica de Santa María, construida en 1865, pagada por el emperador de Austria Francisco José I.
- Los puentes Tabakëve y Terzive (respectivamente en frente del Parlamento y en la calle Elbasani), de principios del siglo XX.
- La mezquita y tumba de Kapllan Hysa, cerca del monumento al soldado desconocido ("Ushtari i Panjohur"), construida en 1816.
- La fortaleza o castillo de Petrela, a 12 km de Tirana, del siglo IV. Tomó su aspecto actual en el siglo XIII, bajo el mando de Topiaj, para pasar posteriormente a ser propiedad de Kastrioti.
- El monumento a la Madre Albania, de 12 m de alto, inaugurado en el cementerio Dëshmoret e Kombit en 1971.
- La antigua tumba de Enver Hoxha, ahora con una placa en recuerdo de militantes anticomunistas muertos en un atentado contra la embajada soviética en 1954, en el cementerio Dëshmoret e Kombit.
- El edificio de la Academia de Ciencias, terminado en abril de 1972.
- La Galería de Artes Figurativas, creada en 1976, incluye cerca de 3200 piezas de artistas albaneses y extranjeros.
- La Pirámide de Tirana, inaugurada en 1988, fue diseñado en origen para albergar un museo dedicado a Enver Hoxha. El grupo de arquitectos estaba dirigido por Klement Kolaneci y su esposa Pranvera Hoxha, hija del dictador. Después de años de abandono, en 2023 fue reconvertida en un centro cultural.
- El palacio presidencial de Tirana, también conocido como el Palacio de las Brigadas, fue construido por el rey Zog como su residencia en los años 1930.

## Ciudades hermanadas
- Ankara (Turquía)
- Atenas (Grecia)[26]
- Barcelona (España)
- Pekín (China)
- Bruselas (Bélgica)
- București (Rumanía)
- Bursa (Turquía)
- Cobourg (Canadá)
- Florencia (Italia)
- Génova (Italia)
- Grand Rapids (Estados Unidos)
- Kiev (Ucrania)
- Longanikos (Grecia)
- Madrid (España)
- Marsella (Francia)
- Moscú (Rusia)
- París (Francia)[27]
- Praga (Chequia)
- Roma (Italia)
- Sarajevo (Bosnia-Herzegovina)
- Seúl (Corea del Sur)
- Sofía (Bulgaria)
- Estocolmo (Suecia)
- Salónica (Grecia)
- Turín (Italia)
- Vilna (Lituania)
- Zagreb (Croacia)
- Zaragoza (España)
- Pristina (Kosovo)